# 체레파노프 증기 기관차

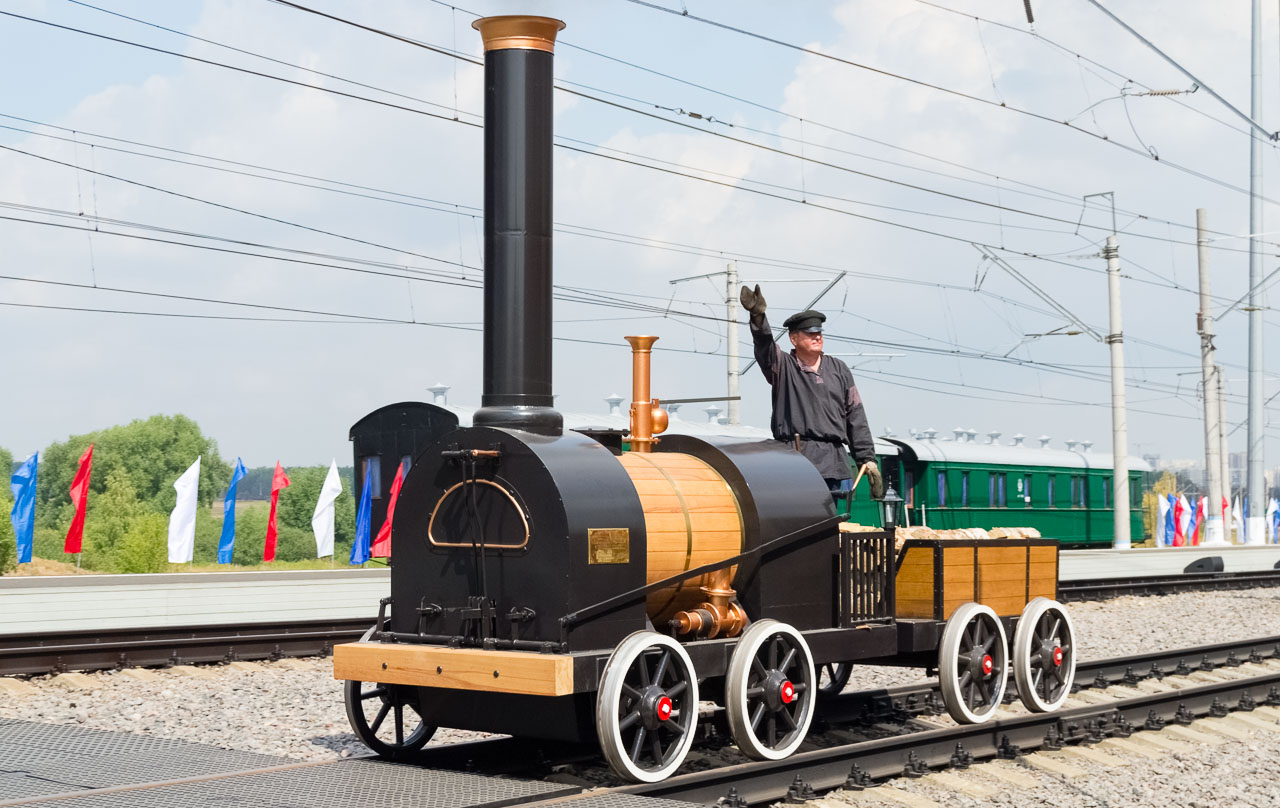
2014년 제작한, 증기 기관차의 복제품.

체레파노프 증기 기관차(러시아어: Паровозы Черепановых)는 러시아에서 제작한 최초의 증기 기관차로, 1834년 예핌 체레파노프와 미론 체레파노프가 제작하였다. 기관차는 니즈니타길에 있는 공장부터 근처 광산까지 움직였으며, 시연을 위해 제작한 철로는 러시아 최초의 증기 기관차 전용 철로였다. 1835년 두 번째 기관차가 제작되었으며, 상트 페테르부르크로 보내졌다.
이후 다년간 러시아의 운송 수단으로는 계속 마차가 우세하긴 하였지만, 증기 기관차의 제작은 러시아의 철도 발전에 영향을 끼쳤다.

## 배경
예핌 체레파노프와 아들 미론 체레파노프는 공장 주인인 데미도프가의 농노로서, 여러 발명품을 만들었다. 부자는 이미 광산의 물을 퍼내기 위해 증기기관을 개발해 본 경험이 있었다. 부자 모두 각자 영국에 다녀온 적이 있으며, 미론이 1833년 다녀왔을 때는 여러 증기기관을 관찰하고 돌아왔다. 하지만 소련 학자들은 이 사실에도 증기 기관차는 영국의 기관차를 모방한 것이 아닌, 체레파노프 부자가 독자적으로 개발한 것이라고 주장하였다.

## 제작
첫 증기기관차는 6개월간의 제작을 거쳐 1834년 완성되었으며, 그 해 8월 854 m 철도에서 시험이 있었다. 기관차는 3.2톤의 화물을 싣고 30 마력으로 15 km/h 속도로 달렸으며, 이 속도는 약 50명가량의 노동자가 30분 걸리는 운반을 4분 만에 해 낸 것이었다. 1835년 제작한 두 번째 기관차는 성능을 개선하여, 약 18톤의 무게를 싣고 16 km/h가량의 속도로 달릴 수 있었다. 두 번째 기관차는 상트 페테르부르크에 기증되었다. 첫 번째 기관차는 공장에 남아 근처 광산까지의 2 km가량 철도를 운행했다. 이 철도는 러시아 최초로 증기 기관차를 사용한 노선이다.

## 반응 및 이후
증기 기관차의 개발로 예핌과 미론은 농노에서 해방되었다. 부자는 증기 기관차에 대한 특허를 받지 못했으며, 예핌은 1842년, 미론은 1849년 사망하였다. 러시아 최초의 국영 철도는 증기 가관차를 수입해서 사용하였으며, 러시아에서 자체 생산한 증기 기관차가 공장 이외에서 사용된 시점은 1857년 이후이다.
예핌 체레파노프의 사촌 아모스의 그림과 상트 페테르부르크로 보내진 두 번째 기관차는 비교적 양호하게 보존되고 있다. 1949년 이를 이용해 기관차 복제품이 제작되었으며, 예카테린부르크역 인근에 전시되고 있다. 이외 니즈니타길의 니즈니타길 지역 역사 박물관, 모스크바의 폴리테크닉 박물관, 예카테린부르크의 스베르들롭스크 철도 박물관, 노보시비르스크의 시베리아 국립 철도 대학, 크라스노야르스크 러시아 철도 지사, 하바롭스크의 사마라 철도 박물관과 아무르 다리 박물관에도 기관차의 모형이 있다. 2020년 칼리닌그라드 철도 지사 앞에도 기관차의 복제품이 설치되었다.
여러 우표에도 기관차가 등장하였다.

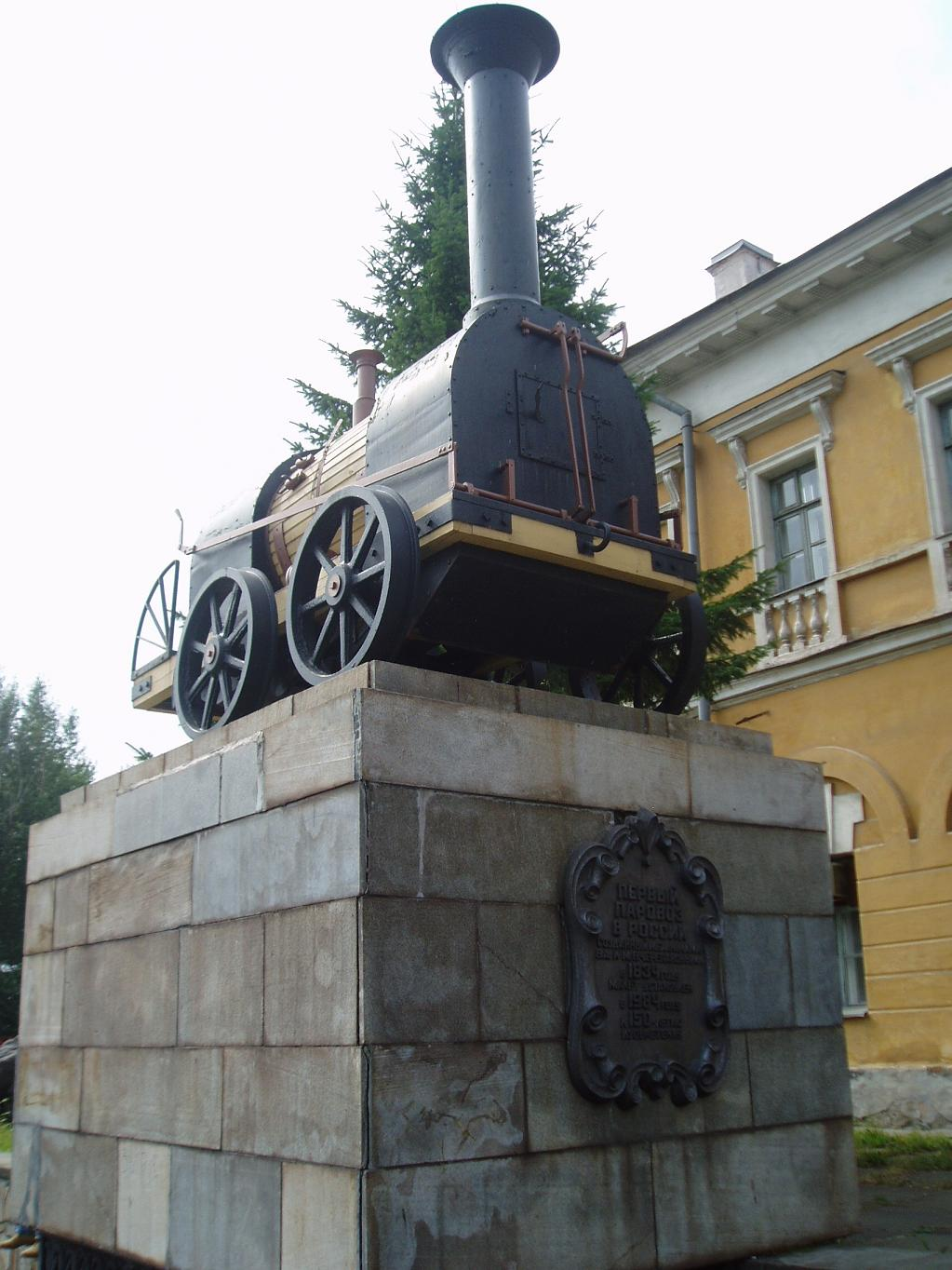
니즈니타길의 체레파노프 증기 기관차 기념비. 체레파노프 증기 기관차는 니즈니타길의 공장에서 인근 광산까지 약 2 km가량의 철도에서 실제로 사용되었다.
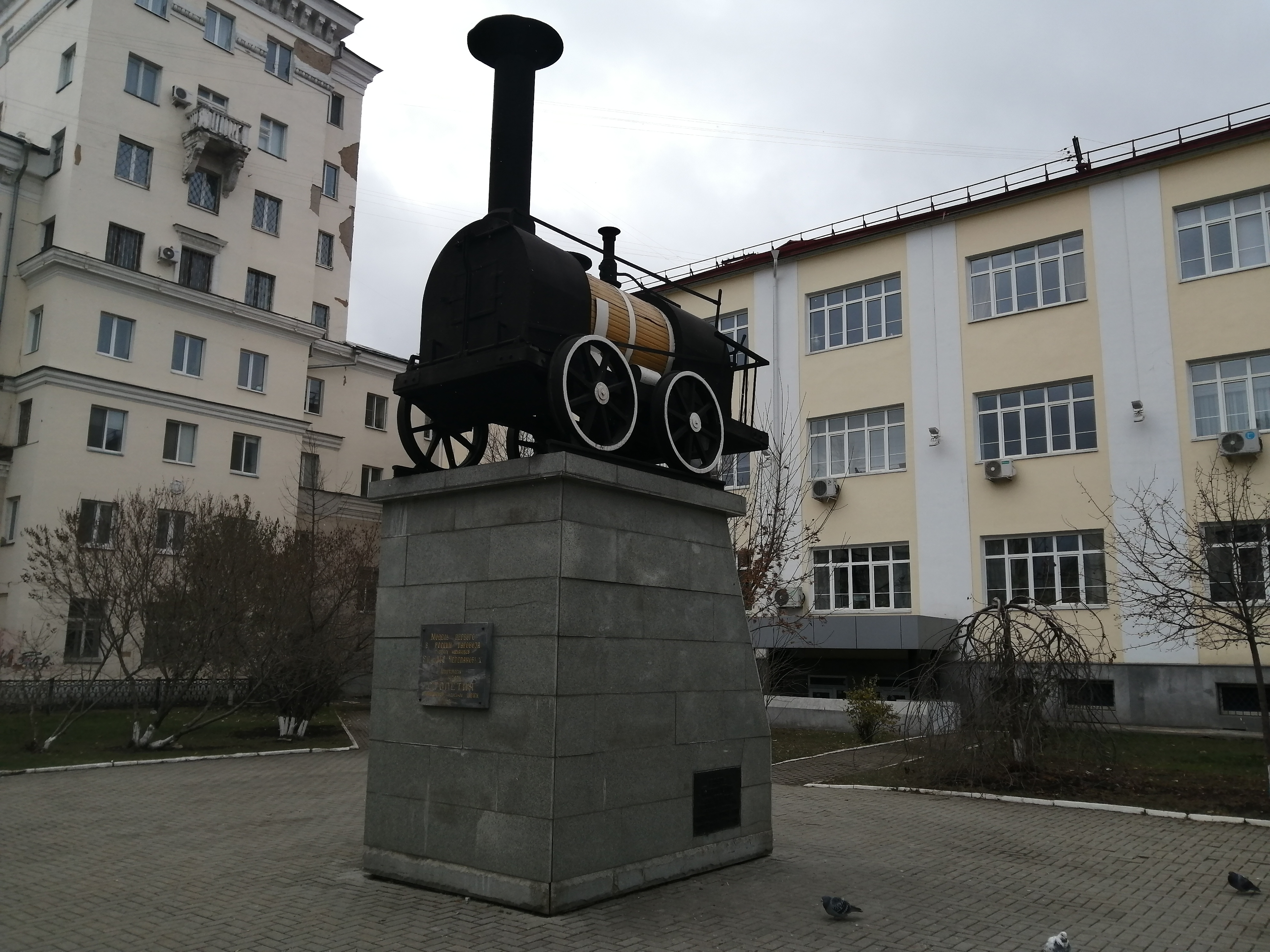
예카테린부르크역 인근의 기념비.
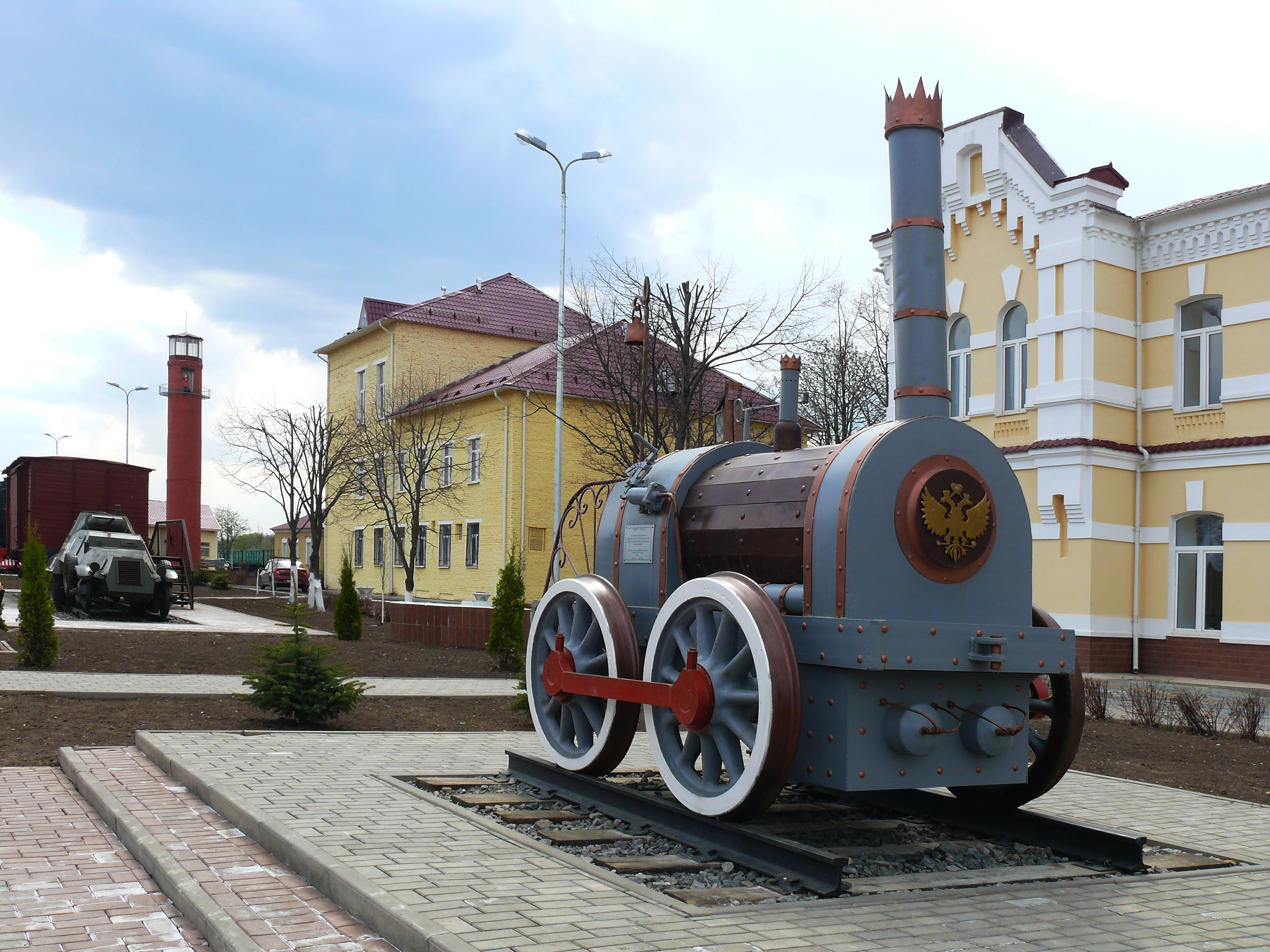
툴라주 베네프 베네프역에 있는 기념비.
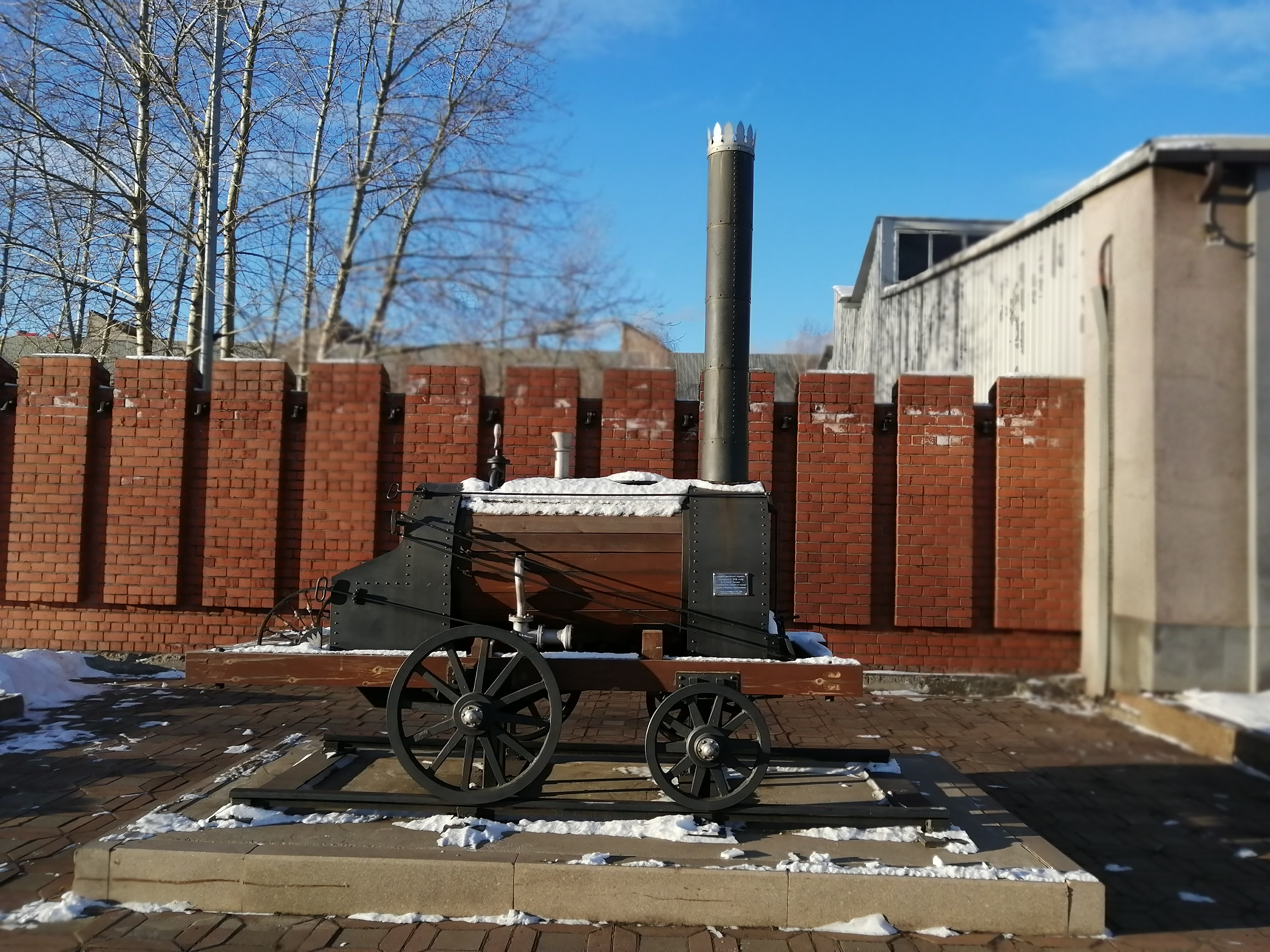
우랄바곤자보드 역사 박물관의 기념비.
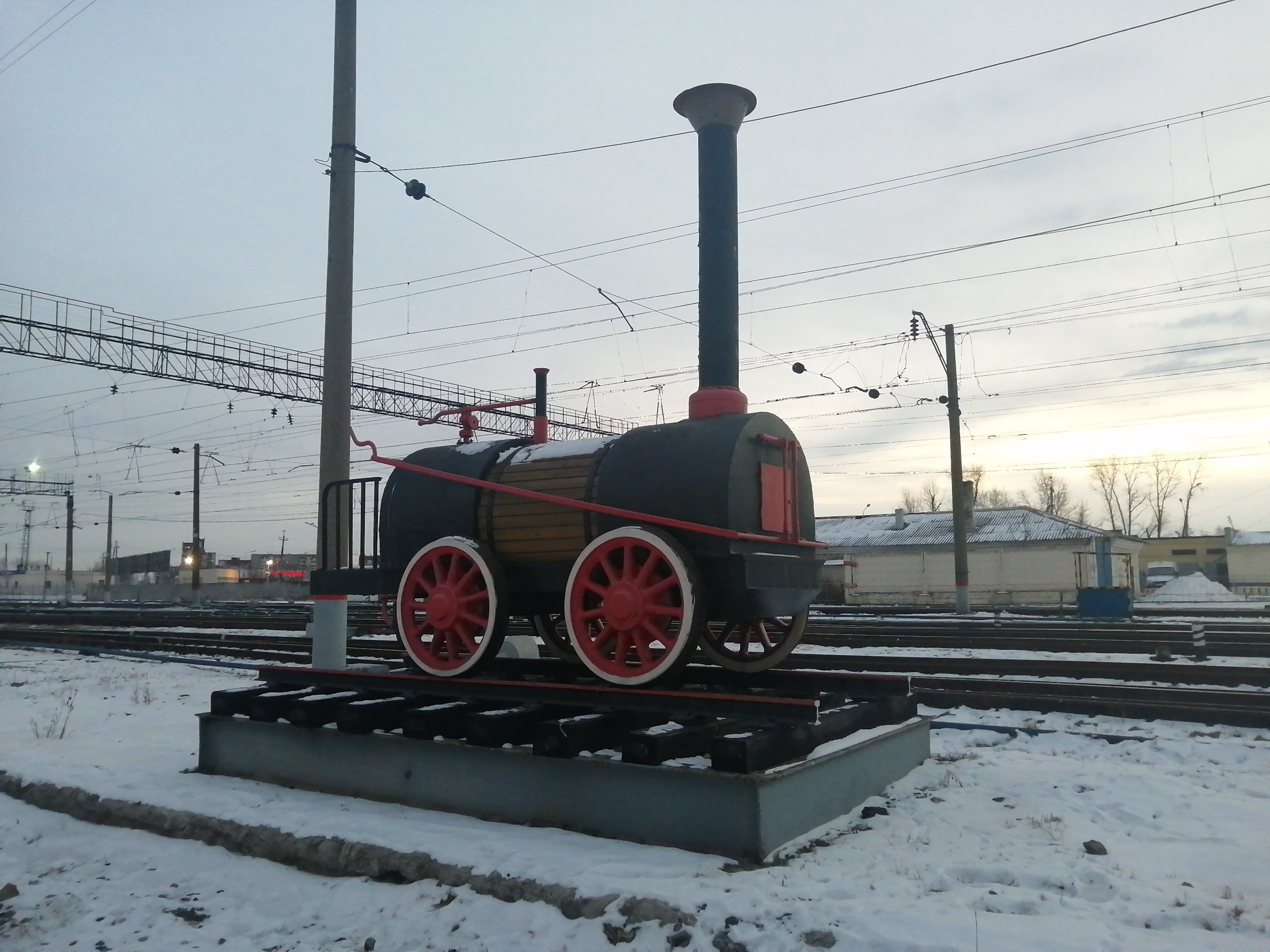
니즈니타길역에 있는 기념비.
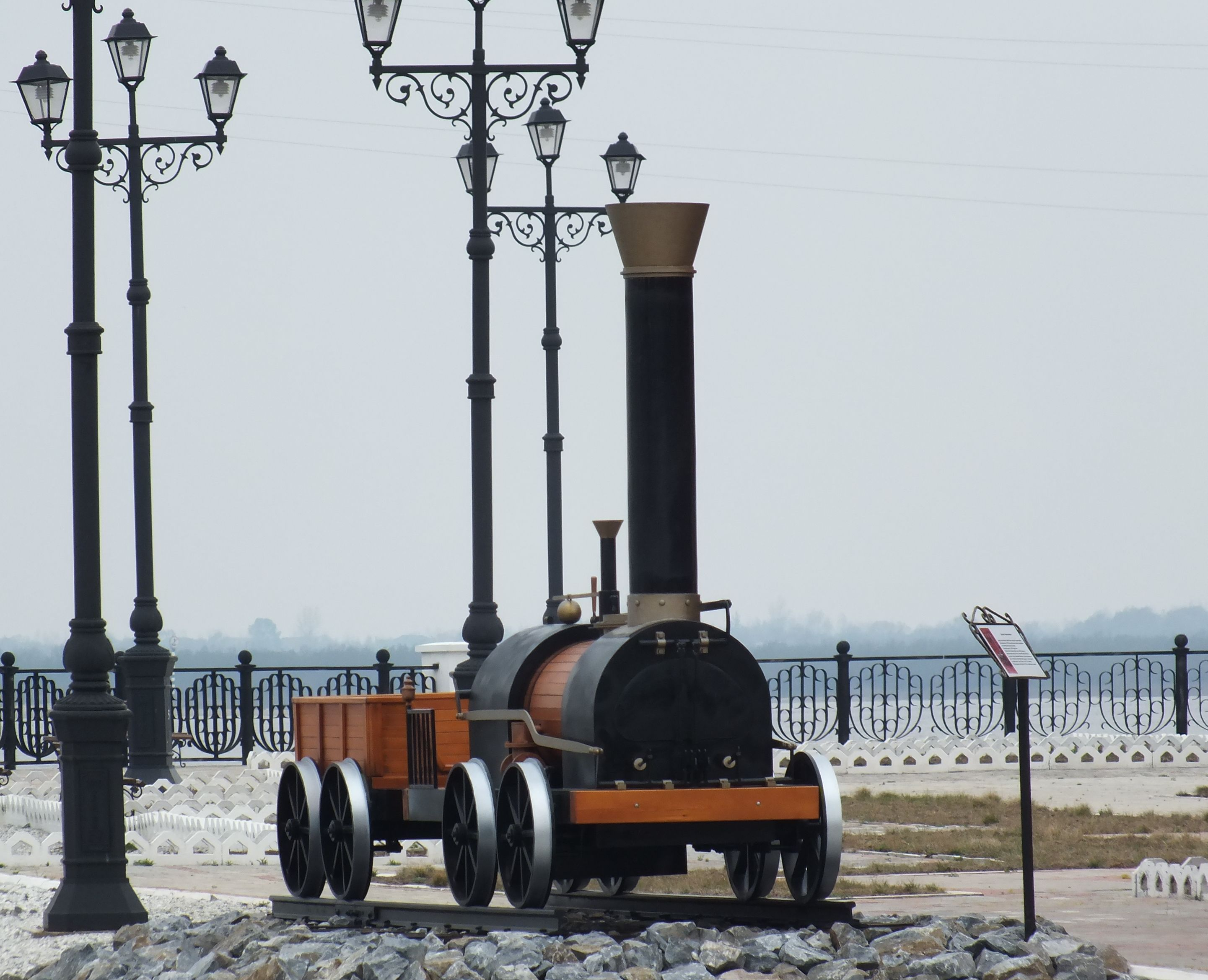
하바롭스크 아무르 다리 박물관의 기념비.